# روبرت بايس
روبرت بايس (بالإنجليزية: Robert Bice)‏ مواليد 14 مارس 1914 في دالاس - الوفاة 8 يناير 1968 في لوس أنجلوس، هو ممثل أمريكي بدأ مسيرته الفنية سنة 1943. شارك في قرابة 199 فلما. من أعماله فيلم وصايا عشر.

## روابط خارجية
- روبرت بايس على موقع IMDb (الإنجليزية)
- روبرت بايس على موقع ألو سيني (الفرنسية)
- روبرت بايس على موقع أول موفي (الإنجليزية)
- روبرت بايس على موقع قاعدة بيانات الأفلام السويدية (السويدية)
- روبرت بايس على موقع قاعدة بيانات الفيلم (الإنجليزية)
- روبرت بايس على موقع كينوبويسك (الروسية)